# Draria
Draria là một đô thị thuộc tỉnh Alger, Algérie. Dân số thời điểm năm 2002 là 23.05 người.